# زکی مورن
زکی مورن (به ترکی استانبولی: Zeki Müren) بازیگر، خواننده و آهنگساز ترکیه‌ای بود.
زکی مورن در ۶ دسامبر ۱۹۳۱ در بورسا متولد شد و در ۲۴ سپتامبر ۱۹۹۶ در ازمیر درگذشت. او به خاطر صدای گیرا و تلفظ دقیق کلمات در آهنگ‌هایش که به سبک‌های موسیقی کلاسیک ترک و موسیقی معاصر بودند، مشهور است.

## زندگینامه
زکی مورن در شهر بورسا، مرکز استان بورسا در غرب ترکیه بزرگ شد و از سال ۱۹۵۰ تا ۱۹۵۳ در آکادمی هنرهای زیبای شهر استانبول در رشته هنرهای تزیینی به تحصیل پرداخت و همزمان فعالیت خود را در حرفه موسیقی آغاز کرد. اولین آلبوم او در سال ۱۹۵۱ منتشر شد. در آن زمان زکی مورن به‌طور منظم خواننده رادیو استانبول بود. در سال ۱۹۵۵ او اولین آلبوم پرفروش (Gold Record) خود را منتشر نمود.
در چهل و پنجمین سال زندگی حرفه‌ای مورن بیش از سیصد آهنگ ساخته و بیش از ششصد آهنگ ضبط نموده بود. از او به عنوان "خورشید" موسیقی کلاسیک ترکیه و همچنین با نام "پاشا" یاد می‌شود. برای سال‌های متمادی او به عنوان "هنرمند سال" انتخاب شده‌است. در دهه شصت و هفتاد میلادی بسیاری از آهنگهای مورن در یونان که در آنجا نیز محبوبیت داشت و همچنین در کشورهای مختلفی از جمله ایالات متحده آمریکا، آلمان و ایران منتشر شده‌است.
مورن شاعر با استعدادی نیز بوده و مجموعه Bıldırcın Yağmuru (باران بلدرچین) را در سال ۱۹۶۵ منتشر نموده است. علاوه بر این، او در سینمای ترکیه در ۱۸ فیلم بازی نموده و آهنگسازی بسیاری از آنها را بر عهده داشته‌است. همچنین او برای سرگرمی به نقاشی نیز می پرداخته است.
او در سپتامبر ۱۹۹۶ هنگام اجرای زنده بر روی صحنه در شهر ازمیر بر اثر سکتهٔ قلبی درگذشت. واقعهٔ مرگ او برای سالها به عنوان یک اتفاق بسیار غم انگیز اجتماعی باقی‌ماند و هزاران ترکیه‌ای از مقبرهٔ او دیدن کردند. همچنین پس از مرگ او موزه هنری زکی مورن در شهر بودروم , محل زندگی وی، تأسیس شد.
زکی مورن هرگز در طول زندگی اش ازدواج نکرد.در دهه ۵۰ با طرز لباس و رفتارش در صحنه توجه مردم همیشه به سویش معطوف بود. با وجود پوشیدن لباس هاو سبک موی معمولی تر در سالهای اول حرفه اش در سال‌های آینده، در صحنه با مدل مو و آرایش و لباسهای نزدیک به زنانهحاضر میشد.او هرگز بیانیه ای در مورد گرایش جنسی خود منتشر نکرد.
شیوه زندگی و تمایلات جنسی او تا زمان مرگش همیشه مورد بحث بود.گاهی اوقات در رپورتاژهابعضی کلمات را تایید میکرد ولی هرگز چیز بیشتری نگفت.

## آهنگ‌شناسی
آلبوم‌هایی که در زمان زنده بودن او منتشر شده‌اند
- ۱۹۷۰ Senede Bir Gün (تو نیز روزی)
- ۱۹۷۳ Pırlanta ۱ (الماس ۱)
- ۱۹۷۳ Pırlanta ۲ (الماس ۲)
- ۱۹۷۳ Pırlanta ۳ (الماس ۳)
- ۱۹۷۳ Pırlanta ۴ (الماس ۴)
- ۱۹۷۳ Hatıra (خاطره)
- ۱۹۷۴ Anılarım (خاطراتم)
- ۱۹۷۵ Mücevher (جواهر)
- ۱۹۷۶ Güneşin Oğlu (پسر آفتاب)
- ۱۹۷۹ Nazar Boncuğu (مهره چشم‌زخم)
- ۱۹۸۰ Sükse (پیروزی)
- ۱۹۸۱ Kahır Mektubu (نامه خشم)
- ۱۹۸۲ Eskimeyen Dost (دوست بی‌پایان)
- ۱۹۸۴ Hayat Öpücüğü (بوسه زندگی)
- ۱۹۸۵ Masal (افسانه)
- ۱۹۸۶ Helal Olsun (متشکرم)
- ۱۹۸۷ Aşk Kurbanı (قربانی عشق)
- ۱۹۸۸ Gözlerin Doğuyor Gecelerime (چشمانت طلوع شبهای من است)
- ۱۹۸۹ Ayrıldık İşte (جدا شدیم آخر)
- ۱۹۸۹ Karanlıklar Güneşi (خورشید تاریکی‌ها)
- ۱۹۸۹ Zirvedeki Şarkılar (ترانه‌هایی در اوج)
- ۱۹۸۹ Dilek Çeşmesi (چشمه آرزو)
- ۱۹۹۰ Bir Tatlı Tebessüm (لبخندی شیرین)
- ۱۹۹۱ Doruktaki Nağmeler (آهنگ‌هایی در اوج)
- ۱۹۹۲ Sorma (نپرس)

آلبوم‌هایی که پس از مرگ او منتشر شده‌اند
- ۲۰۰۰ Muazzez Abacı & Zeki Müren Düet (قطعه دو نفری معزز آباجی و زکی مورن)
- ۲۰۰۵ Selahattin Pınar Şarkıları (ترانه‌های صلاح‌الدین پینار)
- ۲۰۰۵ Sadettin Kaynak Şarkıları (ترانه‌های سعدالدین کایناک)
- ۲۰۰۵ Zeki Müren: ۱۹۵۵-۱۹۶۳ Kayıtları (زکی مورن: ضبط شده‌های ۱۹۶۳-۱۹۵۵)
- ۲۰۰۶ Batmayan Güneş (خورشید بی‌غروب)

## فیلم‌شناسی
- ۱۹۵۳ Beklenen Şarkı (ترانهٔ موردانتظار)
- ۱۹۵۵ Son Beste (آخرین قطعه هنری)
- ۱۹۵۷ Berduş (آواره)
- ۱۹۵۸ Altın Kafes (قفس طلایی)
- ۱۹۵۹ Kırık Plak (دیسک شکسته)
- ۱۹۵۹ Gurbet (غربت)
- ۱۹۶۱ Aşk Hırsızı (دزد عشق)
- ۱۹۶۲ Hayat Bazen Tatlıdır (زندگی گاهی شیرین است)
- ۱۹۶۳ Bahçevan (باغبان)
- ۱۹۶۴ İstanbul Kaldırımları (پیاده‌روهای استانبول)
- ۱۹۶۵ Hep O Şarkı (همیشه آن ترانه)
- ۱۹۶۶ Düğün Gecesi (شب عروسی)
- ۱۹۶۷ Hindistan Cevizi (نارگیل)
- ۱۹۶۸ Katip (منشی)
- ۱۹۶۹ Kalbimin Sahibi (صاحب قلبم)
- ۱۹۶۹ İnleyen Nağmeler (آوازهای اشک‌آور)
- ۱۹۷۰ Aşktan da Üstün (فراتر از عشق)
- ۱۹۷۱ Rüya Gibi (مثل یک رویا)